# Waldemar Lestienne

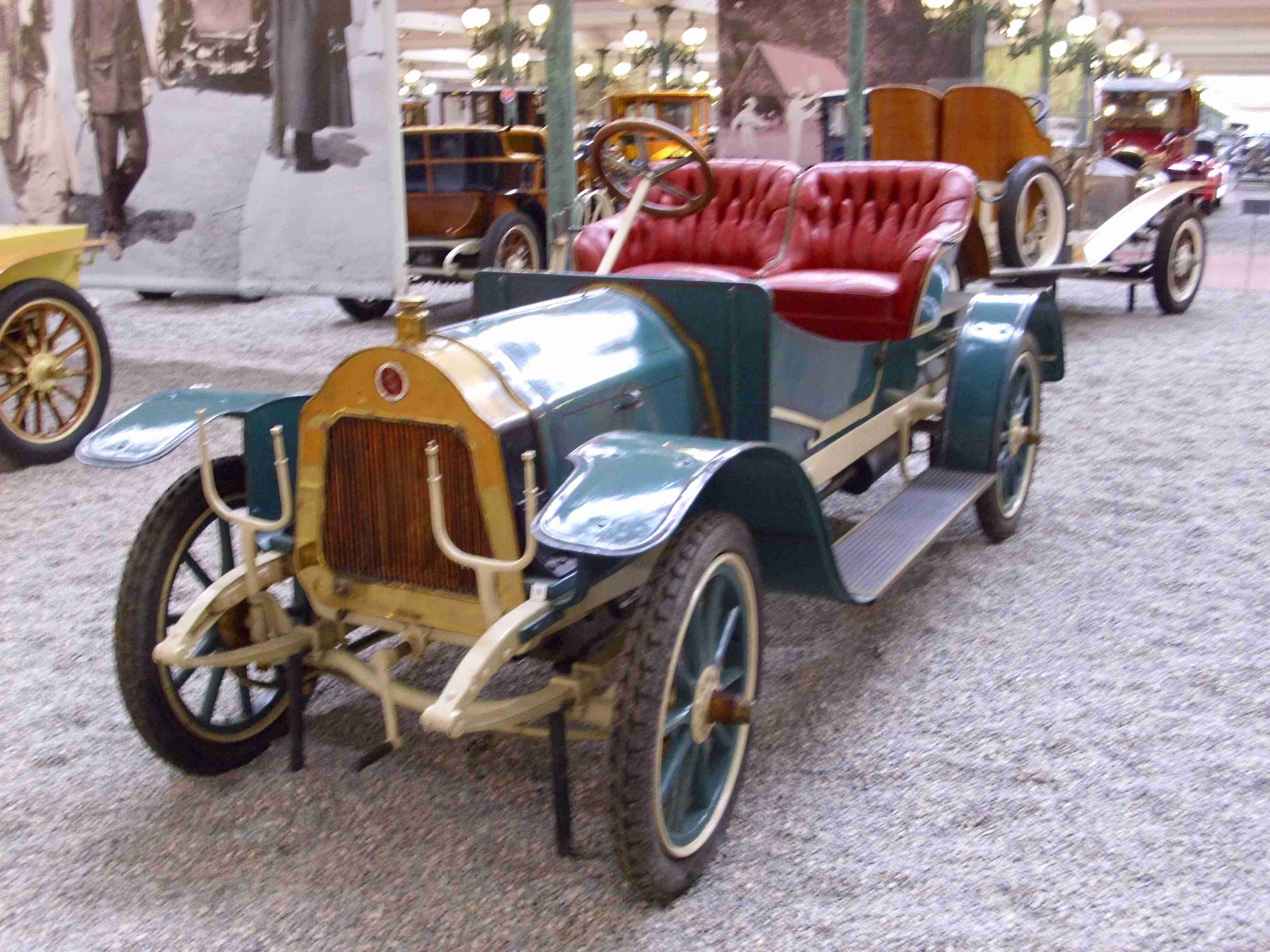
Corre-La Licorne J Sport von 1907

Waldemar Jules Lestienne (* 21. September 1878 in Abbeville; † 18. März 1967 in Saint-Ouen-sur-Seine) war ein französischer Automobilkonstrukteur- und Unternehmer, der auch als Autorennfahrer aktiv war.

## Karriere
Leben und Karriere von Waldemar Lestienne waren eng verbunden mit der Geschichte des französischen Automobilherstellers Corre-La Licorne. Der Radrennfahrer Jean-Marie Corre hatte 1895 Automobiles Corre gegründet, ein Unternehmen das erst Fahrräder und ab 1899 Automobile herstellte. 1904 hatte Corre in eine seiner Konstruktionen einen von Louis Renault entwickelten Antrieb plus Getriebe eingebaut. Es folgte eine Klage von Renault. Der folgende Rechtsstreit endete 1907 mit dem Erfolg von Renault. Durch den langwierigen Rechtsstreit hatte Corre sein Geld verloren und das Unternehmen war Bankrott. 
Zum Zeitpunkt des Bankrotts war Waldemar Lestienne bei Corre bereits als Konstrukteur von Rennfahrzeugen tätig. Es gelang ihm seinen vermögenden Vater Firmin Lestienne, einen Baumwollhändler, zur Übernahme des Automobilunternehmens zu bewegen. Aus Corre wurde Corre-La Licorne. Der Zusatz Licorne, französisch für Einhorn, bezog sich auf das Familienwappen der Lestienne's. 
Waldemar Lestienne blieb im Unternehmen und war weiterhin vor allem für die Entwicklung und Konstruktion der Rennfahrzeuge verantwortlich. Ab den 1930er-Jahren war er leitender Ingenieur der gesamten Fahrzeugentwicklung von Corre-La Licorne und nach dem Tod des Vaters Eigentümer. 1950 endete die Produktion, Lestienne war 72 Jahre alt. Die Firma ging in Insolvenz und die Werkshallen wurde an Renault verkauft.
In den 1920er-Jahren war Lestienne auch als Rennfahrer aktiv. Viermal startete er beim 24-Stunden-Rennen von Le Mans und war einer der Pioniere die beim Debütrennen 1923 gemeldet waren. Teamkollege war vor allem sein Bruder Robert, mit dem er zweimal beim 24-Stunden-Rennen von Spa-Francorchamps (1925 und 1926) ins Rennen ging.

## Statistik

### Le-Mans-Ergebnisse
| Jahr | Team                                    | Fahrzeug                        | Teamkollege      | Platzierung | Ausfallgrund  |
| ---- | --------------------------------------- | ------------------------------- | ---------------- | ----------- | ------------- |
| 1923 | Societe Française des Automobiles Corre | Corre La Licorne EV 12CV        | Albert Colomb    | Rang 28     |               |
| 1924 | Société Française des Automobiles Corre | Corre La Licorne V16 10CV Sport | Albert Colomb    | Ausfall     | Ventilschaden |
| 1925 | Société Française des Automobiles Corre | Corre La Licorne V16 10CV Sport | Robert Lestienne | Rang 9      |               |
| 1926 | Société Française des Automobiles Corre | Corre-La Licorne G6 Sport       | Louis Balart     | Ausfall     | Unfall        |

### 24-St-Spa-Ergebnisse
| Jahr | Team                                    | Fahrzeug                        | Teamkollege      | Platzierung | Ausfallgrund |
| ---- | --------------------------------------- | ------------------------------- | ---------------- | ----------- | ------------ |
| 1925 | Société Française des Automobiles Corre | Corre La Licorne V16 10CV Sport | Robert Lestienne | Rang 15     |              |
| 1926 | Société Française des Automobiles Corre | Corre La Licorne V16 10CV Sport | Robert Lestienne | Ausfall     | unbekannt    |